# Bombus coccineus
Bombus coccineus är en biart som beskrevs av Heinrich Friese 1903. Den ingår i släktet humlor och familjen långtungebin. Inga underarter finns listade.

## Beskrivning
Hos honorna (drottning och arbetare) är huvud, mellankropp, ben och den första tergiten svarthåriga, tergiterna 2 till 4 är klart rödbruna (hos drottningen är dock tergit 4 ljusare än de övriga) tergit 5 är vitaktig till blekgul hos drottningen, rödbrun hos arbetarna, medan tergit 6 är mörk. Undersidan är till största delen mörk, med viss inblandning av blekt brandgula hår på undersidan av bakkroppen. Vingarna är genomskinliga med en ljusbrun färgton. Drottningen kan bli 22 mm lång, arbetarna 18,5 mm.
Hanarna har även de huvud, mellankropp, ben och den första tergiten svarthåriga; den svarta pälsen fortsätter till främre delen av tergit 2. Resterande del av tergit 2 samt tergit 3 till 5 är klart rödbruna, medan tergit 6 och 7 är vitaktiga med några iblandade, rödbruna hår. Vingarna är något ljusare än hos honorna. Kroppslängden är omkring 17 mm.

## Ekologi
Bombus coccineus är en bergsart som lever i Anderna, där den förekommer på bergssidor och dalar i habitat som flodbäddar och jordbruksmark, på höjder mellan 600 och 3 700 m. Aktivitetsperioden är mellan februari och oktober, medan hanarna kommer fram i månadsskiftet maj/juni. Arten har påträffats på korgblommiga växter.

## Utbredning
Utbredningsområdet omfattar Peru (provinsen Lima samt regionerna Ancash, Apurímac, Cuzco, Junín och Pasco).